# Солоновка (приток Язевки)
Солоновка — река в России, протекает по Шипуновскому району Алтайского края. Устье реки находится в 27 км по правому берегу реки Язевка. Длина реки составляет 18 км, площадь водосборного бассейна 130 км².

## Данные водного реестра
По данным государственного водного реестра России относится к Верхнеобскому бассейновому округу, водохозяйственный участок реки — Алей от Гилёвского гидроузла и до устья, речной подбассейн реки — бассейны притоков (Верхней) Оби до впадения Томи. Речной бассейн реки — (Верхняя) Обь до впадения Иртыша.